# تومويا ياماغاما
تومويا ياماغاما (باليابانية: 山上 智也) (2 أبريل 1976 في آيتشي في اليابان – )؛ هو لاعب كرة قدم سابق كان يلعب كلاعب وسط.